# Bundoran

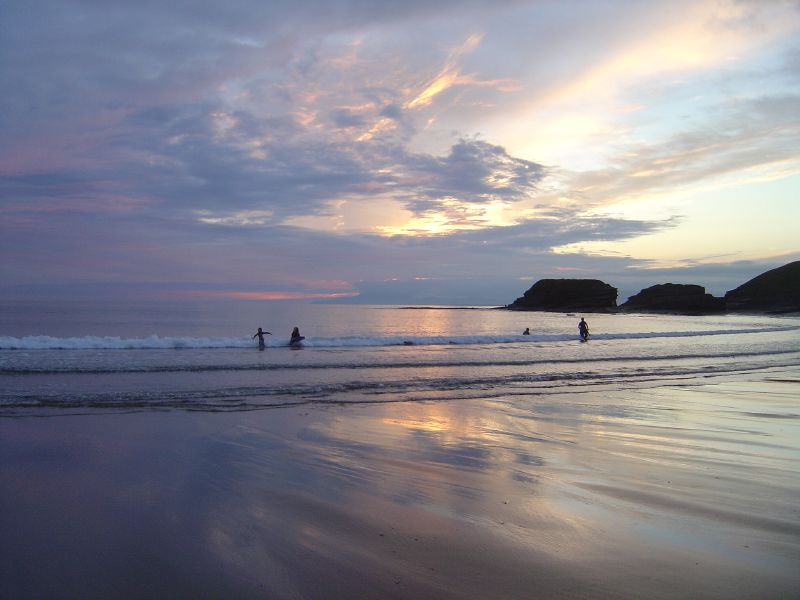
Havsstrand vid Bundoran i skymningen.

Bundoran (iriska: Bun Dobhráin) är en kustort i grevskapet Donegal i den nordvästra delen av Republiken Irland. Det är en populär turistort med attraktioner som en strandpromenad, en golfbana och ett äventyrsbad (Waterworld). Orten ligger längs med vägen N15, nära Ballyshannon. Tätorten (settlement) Bundoran hade 1 963 invånare vid folkräkningen 2016.